# Clemence-Fjord
Die Clemence-Fjord (norwegisch Broknesdalen) ist eine Nebenbucht der Prydz Bay an der Ingrid-Christensen-Küste des ostantarktischen Prinzessin-Elisabeth-Lands. In den Larsemann Hills erstreckt sie sich in nordwest-südöstlicher Ausdehnung zwischen Fisher Island und der Lied Promontory.
Norwegische Kartographen, die ihn auch als Tal benannten, kartierten ihn 1946 anhand von Luftaufnahmen der Lars-Christensen-Expedition 1936/37. Australische Kartographen nahmen eine neuerliche Kartierung vor. Das Antarctic Names Committee of Australia (ANCA) benannte ihn 1988 nach Peter Hugh Clemence (1925–2019), Staffelführer der Royal Australian Air Force für Antarktisflüge von der Mawson-Station im Jahr 1957.